# بیماری پروانه‌ای
بیماری پروانه‌ای (اپیدرمولیز بولوزا) (به فرانسوی: épidermolyse bulleuse) یا اپیدرمولیزیس بولوسا (به انگلیسی: Epidermolysis bullosa) ((ای.بی= E.B)) بیماری‌ارثی بافت‌های‌پوستی می‌باشد که در پوست و غشای‌مخاطی ایجاد تاول‌‌های خون‌ریزی‌کنندهٔ‌ دردناک می‌کند. شیوع این بیماری ۱ در ۵۰۰۰۰۰ است. این بیماری واگیر ندارد. شدت بیماری در مبتلایان، پیشرونده و افزاینده است و حتی ممکن است به مرگ منتهی گردد. این بیماری، ناشی از یک جهش‌ژنتیکی در کِراتین یا کُلاژِن است. درصدِ ابتلا به آن در تمامی مردان‌وزنان نژادهای‌ گوناگون‌ بشری برابر است.
در نتیجهٔ این بیماری، پوست به‌شدت خشک و شکننده و با کوچک‌ترین‌خراشی، لایه‌لایه شده و کنده می‌شود. تاول‌های زیاد، از بارزترین علایم این بیماری هستند. احتمال دچار شدن  مبتلایان این‌بیماری، به سرطان پوست بیش از سایرین می‌باشد.
پوست‌انسان از دو لایه تشکیل شده‌است: لایه‌بیرونی که اِپیدِرم و لایه‌داخلی که درم نامیده می‌شود. در افراد سالم، بین این دو لایه، چِفت‌وبَست‌های‌چسبندهٔ‌پروتئینی‌کلاژنی وجود دارد که مانع از حرکت و سایش (اصطکاک) ِ دو لایه می‌شوند. اما پوست ِافراد ِمبتلا به E.B فاقد این بست‌های‌چسبندهٔ‌کلاژنی بوده و کوچک‌ترین فشار و مالشی، منجر به ساییده‌شدن  این دو لایه، و ایجاد تاول و زخم‌های‌دردناک می‌شود. درد مبتلایان به این بیماری، با درد سوختگی شدید برابر است!

## همه‌گیری
از هر یک‌میلیون‌نفر، ۲۰ نفر با E.B متولد می‌شوند. درصد احتمال شیوع این بیماری در همهٔ کشورها و در همهٔ نژادها یکسان می‌باشد.

## طبقه‌بندی
شکل‌های اصلی بیماری E.B : ای‌بی‌اس (ساده simplex) ای‌بی‌جی (اتصالی junctional) ای‌بی‌دی (اضمحلالی dystrophic) هستند. ای‌بی ساده در لایهٔ‌بیرونی‌پوست (یا همان اِپیدِرم) رخ می‌دهد؛ ای‌بی اتصالی و ای‌بی اضمحلالی در ناحیهٔ دِرم (لایهٔ‌ میانی پوست) رخ می‌دهند.

### یکی از مهم‌ترین عوامل بیماری
یکی از مهم‌ترین علل بروز بیماری ای‌بی ازدواج‌های‌فامیلی است. بسیاری از کودکان پروانه ای از پدر و مادری که ازدواج‌فامیلی داشته‌اند، متولد می‌شوند. به همین دلیل پزشکان توصیه می‌کنند کسانی که ازدواج فامیلی انجام می‌دهند، حتماً پس از آزمایش‌های‌ژنتیکی اقدام به بارداری کنند.

## علت بیماری
اغلب افراد مبتلا به ای.بی آن را از طریق ژن‌های معیوبی که از یکی از والدین (یا هر دوی آن‌ها) به ارث برده‌اند، دریافت می‌کنند. ژن‌ها تعیین‌کنندگان خواص و صفات بدن انسان هستند که از والدین به کودک می‌رسد. همچنین آن‌ها همهٔ اعمال سلول‌های بدن (مانند ساخت پروتئین‌ها) را کنترل می‌کنند. بیشتر از ۱۰ ژن کشف‌شده، مسئول انواع مختلف ای.بی هستند. ژن‌ها روی کروموزوم‌ها (که ساختارهایی واقع در هستهٔ‌سلول‌ها هستند) قرار دارند.
در نوع غالب (نمایان) ِ ای.بی، ژن‌بیماری فقط از یکی از والدین که بیماری را داشته، به ارث می‌رسد، که در این صورت -با احتمال ۵۰درصدی- می‌توان گفت که از هر ۲ بارداری، ۱ بارداری به ای.بی منجر خواهد شد. اما انتقال به صورت مغلوب (نهفته) به حالتی گفته می‌شود که در آن، ممکن است ژن‌بیماری از هر دو والدین به ارث می‌رسد که هیچ‌یک از والدین نشانه‌های‌بیماری را نشان نداده‌اند؛ وفقط نیاز بوده که آن‌ها ژن را «حمل کنند». در این نوع، می‌توان گفت با -احتمال ۲۵درصدی- (یعنی: ۱ بارداری از هر ۴ بارداری) به ای.بی منجر خواهد شد. همچنین ای‌بی می‌تواند از طریق جهش (دگرگونی) در یک ژن، در هنگام شکل‌گیری تُخمک یا اسپرم (سلول‌های جنسی والدین) به‌وجود آید.
گرچه ای‌بی ساده می‌تواند زمانی که هیچ نشانی از بیماری در والدین وجود ندارد رخ دهد، معمولاً به عنوان یک بیماری غیرجنسی غالب (نمایان) به ارث برده می‌شود. در ای‌بی ساده، ژن‌های معیوب آن‌هایی هستند که دستورهایی برای تولید کراتین، یک پروتئین الیافی در لایهٔ بالای پوست، تهیه می‌کنند. در نتیجه، پوست در اپیدرم (پوست بیرونی) شکافته شده، تولید تاول می‌کند.
در ای‌بی اتصالی، یک نارسایی (نقص) در ژن‌های به ارث برده شده از هر دو والدین وجود دارد (نهفته غیر جنسی) که به صورت طبیعی شکل‌گیری الیاف تکیه گاه (الیاف رشته مانند) یا همی دسموزوم‌ها [هم- ای- دس- مو- زوم] (ساختارهای پیچیده‌ای که از پروتئین‌های بسیاری درست شده‌اند) را توسعه می‌دهند. این ساختارها، اپیدرم (پوست بیرونی) را به غشاء پایهٔ زیرساختی (نهفته) محکم می‌کنند. نارسایی منجر به جداسازی بافت و تاول زدن در بخش بالایی غشاء پایه می‌شود.
هر دو شکل نمایان (غالب) و نهفته (مغلوب) از ای‌بی اضمحلالی وجود دارد. در این وضعیت، الیافی که اپیدرم (پوست بیرونی) را به درم (پوست زیرین) زیرساختی (نهفته) محکم می‌کنند یا پنهان هستند یا اینکه هیچ کاری انجام نمی‌دهند؛ که این به سبب نارسایی در ژن کلاژن نوع VII (هفت)، یک پروتئین الیافی که جزء اصلی الیاف محکم شده‌است، می‌باشد.
اپیدرمولیز بولوسای آکویزیتا (ای‌بی اِی) یک اختلال نادر وابسته به تولید پادتن‌های مضر (خودایمن) است که بدن به الیاف کوچک مهار شده (محکم شده) خودش با پادتن‌ها، پروتئین‌های مخصوصی که به مبارزه و نابودی عناصر خارجی که به بدن حمله می‌کنند، حمله می‌کنند. این بیماری در چند مورد به دنبال معالجهٔ دارویی برای وضعیتی دیگر رخ حاصل شده‌است؛ با این حال در اکثر موارد، علت این بیماری ناشناخته است.

## تشخیص بیماری
متخصصان پوست می‌توانند تشخیص دهند کجای پوست در حال جداسازی برای شکل‌دهی تاول هاست و اینکه با انجام بافت‌برداری (برداشتن یک نمونهٔ کوچک از پوست که در زیر یک میکروسکوپ آزمایش می‌شود) بفهمند یک شخص مبتلا به چه نوع ای‌بی است. یک تست تشخیصی مستلزم استفاده از یک میکروسکوپ نوری است تا دیده شود که پروتئین‌هایی که برای شکل‌دهی الیاف‌های کوچک متصل و الیاف‌ها یا همی دسموزوم‌ها نیاز می‌باشند مفقود هستند یا در تعداد کاهش یافته‌اند. تست دیگر مستلزم استفاده از یک میکروسکوپ الکترونی پرقدرت است، که می‌تواند برای تشخیص نارسایی‌های ساختاری در پوست، تصاویر گرفته شده از بافت را درشت تر نشان دهد.

### راه‌های تشخیص بیماری پروانه‌ای
1. آزمایش خون
2. تشخیص در دوران بارداری (بررسی و آزمایش‌های مخصوص جنین)
3. نمونه برداری

به افرادی که در خانواده سابقه بیماری پروانه‌ای دارند توصیه می‌شود قبل از اقدام به بارداری، حتماً مشاوره‌های پزشکی انجام دهند. همین‌طور در هفته‌های اولیه بارداری، آزمایش‌ها متناسب جهت بررسی بیماری پروانه‌ای صورت پذیرد.
روش‌های درمان قطعی برای این بیماری وجود ندارد و پزشکان صرفاً جهت کاهش درد و جلوگیری از عفونت‌ها داروهای متناسب تجویز می‌کنند.
در موارد شدت یافته بیماری پروانه‌ای گاهی لازم است پیوند پوست انجام شود. پیوندها گاهی موفقیت‌آمیز و گاهی با عدم‌موفقیت همراه هستند.
تکنیک‌های اخیر این امکان را به وجود آورده‌اند که ژن‌های معیوب را در بیماران مبتلا به ای‌بی و اعضای خانوادهٔ آن‌ها تشخیص دهیم. هم اینک تشخیص پیش از تولد می‌تواند به توسط آمنیوسنتز (درونه شاره کشی) (برداشتن و آزمایش کردن یک میزان کوچکی از مایع آمنیون (مربوط به مشیمه جنین) پیرامون جنین در رحم یک زن باردار) یا نمونه برداری از پرزهای کوریون (بخشی از غشاء بیرونی پیرامون جنین) در ابتدای هفتهٔ دهم بارداری انجام شود.

## علایم
علایم به نوع اپیدرمولیز بولوسا بستگی دارد ولی در حالت کلی شامل موارد زیر می‌شود:

### علایم کلی
- خرخر کردن صدا، سرفه یا مشکلات تنفسی دیگر
- ریزش مو
- تاول زدن نزدیک چشم و بینی
- تاول زدن نزدیک دهان و گلو و ایجاد مشکل در خوردن و بلعیدن
- تاول زدن پوست بعد از آسیب‌های جزئی یا تغییر دما
- وجود تاول در بدو تولد
- مشکلات دندانی مثل پوسیدگی
- وجود میلیا (جوش‌های سفید کوچک)
- از دست دادن یا تغییر شکل ناخن

### EBساده
یک شکل کلی از ای‌بی ساده معمولاً با تاول زدن شروع می‌شود که در هنگام تولد یا کمی بعد از آن مشهود است. در یک شکل موضعی خفیف تاول‌ها به ندرت فراتر از دست‌ها و پاها گسترش می‌یابند. در بعضی از زیرگونه‌های ای‌بی ساده، تاول‌ها روی نواحی همه جانبهٔ بدن رخ می‌دهند. نشانه‌های دیگر ممکن است شامل پوست ضخیم شده روی کف دست‌ها و کف پا؛ زبری، ضخیم شدن، ناخن‌های دست یا ناخن‌های انگشت‌های پای پنهان؛ و تاول زدن بافت‌های نرم درون دهان باشد. علائم کمتر متداول شامل کندی رشد، تاول‌هایی در مری؛ کم خونی (کاهش در سلول‌های خونی قرمز که اکسیژن را به تمامی قسمت‌های بدن می‌رسانند)؛ اثر زخم در پوست؛ و میلیا، که کیست‌های پوستی کوچک سفیدرنگ هستند، می‌باشند.

### EB اتصالی
این بیماری معمولاً شدید است. در جدی‌ترین اشکالش، تاول‌های بزرگ، جریحه دار (زخم دار) روی صورت، بدن، و پاها می‌تواند به سبب عفونت‌های عارضه دار و از دست دادن آب بدن که منجر به دهیدراسیون (آب‌گیری) شدید می‌شود، زندگی را تهدید کند. زندگی همچنین به توسط تاول‌هایی که بر مری، مجرای تنفسی بالایی، معده (شکم)، روده‌ها، دستگاه ادراری- تناسلی اثر می‌گذارند، تهدید می‌شود. نشانه‌های دیگری در هر دو شکل شدید و خفیف Jای‌بی شامل زبری و ضخیم شدن ناخن‌های دست یا ناخن‌های انگشت‌های پا؛ نازک شدن پوست (به نام اثر زخم مربوط به کاهیدگی (کم شدن قوهٔ نامیه) تاول‌هایی روی پوست سر یا از دست دادن مو با اثر زخم (طاسی در اثر زخم)؛ سوء تغذیه و کم خونی؛ کندی رشد؛ درگیری بافت نرم درون دهان و بینی؛ و شکل‌گیری ناقص مینای دندان، یافت شد.

### EB اضمحلالی
اشکال نمایان (غالب) و نهفتهٔ (مغلوب) ای‌بی دی اندکی علائم مختلف دارند. در بعضی اشکال نمایان و نهفتهٔ خفیف، تاول‌ها ممکن است فقط روی دست‌ها، پاها، آرنج‌ها و زانوها ظاهر شوند؛ ناخن‌ها معمولاً به‌طور متفاوتی شکل می‌گیرند؛ میلیا (کیست‌های پوستی کوچک سفید رنگ) ممکن است روی پوست بدن و اندام ظاهر شود؛ و در آنجا ممکن است درگیری بافت‌های نرم، به خصوص مری وجود داشته باشد. شکل نهفتهٔ شدیدتر به توسط تاول‌هایی روی سطوح بزرگی از بدن، از دست دادن ناخن‌ها یا ناخن‌های زبر یا ضخیم، اثر زخم مربوط به کاهیدگی (کم شدن قوهٔ نامیه)، میلیا، خارش، کم خونی، و کندی رشد، مشخص می‌شود. اشکال شدید نهفتهٔ ای‌بی همچنین ممکن است منجر به التهاب چشمی شدید با فرسایش قرنیه (پوشش شفاف در جلوی چشم)، زود از دست دادن دندان به سبب خراب شدن دندان، و تاول زدن و اثر زخم درون دهان و مجرای معده‌ای – روده‌ای، شوند. در اکثر افراد مبتلا به این شکل از ای‌بی، بعضی یا همهٔ انگشتان دست یا پا ممکن است به هم چسبیده باشند (وجود پردهٔ کاذب بین انگشتان که باعث چسبیدن آن‌ها به یکدیگر می‌شوند). همچنین، افراد مبتلا به ای‌بی دی نهفته، یک خطر بزرگ از گسترش یک شکلی از سرطان پوست به نام سلول سرطانی فلسی (پوسته پوسته شونده) را دارند؛ که اساساً روی دست‌ها و پاها رخ می‌دهد. سرطان ممکن است در سال‌های نوجوانی شروع شود؛ و تمایل به رشد دارد و در افراد مبتلا به ای‌بی نسبت به افراد دیگری که مبتلا نیستند، سریعتر گسترده می‌شود.

## درمان
افراد مبتلا به اشکال خفیف ای‌بی ممکن است درمان گسترده‌ای نیاز نداشته باشند. در هر صورت، آن‌ها باید برای بازداشتن تاول‌ها از شکل‌گیری و پیشگیری از عفونت زمانی که تاول‌ها رخ می‌دهند، کوشش کنند. افراد مبتلا به اشکال نمایان (غالب) و نهفته (مغلوب) ممکن است عارضه‌های بسیاری داشته باشند و به حمایت روانی همراه با توجه به مراقبت و محافظت از پوست و بافت‌های نرم نیاز داشته باشند. بیماران، والدین، یا مراقبان دیگر نباید احساس کنند که آن‌ها باید با تمامی جنبه‌های پیچیدهٔ مراقبت ای‌بی به تنهایی روبرو شوند. دکترها، پرستاران، مددکاران اجتماعی، روانشناسان، متخصصان تغذیه، و گروه‌های پشتیبانی والدین و بیماران وجود دارند که می‌توانند در مراقبت شرکت کرده و حمایت اطلاعاتی و احساسی تأمین کنند.

### جلوگیری از تاول
در بسیاری از اشکال ای‌بی، تاول‌ها با اندکی فشار یا سایش شکل خواهند گرفت. این موضوع ممکن است والدین را مردد کند که نوزادان نوباوه را بردارند و در آغوش بگیرند. در هر صورت، یک نوزاد نیاز دارد که تماس و عاطفهٔ یک انسان آرام را احساس کند، و بتواند زمانی که روی یک پارچهٔ نرم قرار گرفته‌است از زیر کفل (پایین) و پشت گردن بلند شود. یک نوزاد مبتلا به ای‌بی هرگز نباید از زیر بازوها بلند شود.
مواردی که می‌توانند برای محافظت از آسیب پوستی انجام شوند:
- اجتناب از گرمای بیش از حد با نگه داشتن اتاق در یک درجه حرارت یکنواخت
- استعمال روغن روی پوست برای کاهش سایش و مرطوب نگه داشتن پوست
- استفاده از لباس ساده، نرم که زمانی که یک کودک را آماده می‌کنید نیازمند حداقل جابجایی باشد
- استفاده از پوستین روی صندلی‌های ماشین و دیگر سطوح سخت
- پوشاندن دستکش در زمان خواب برای کمک به پیشگیری از خراشیدن

### مراقبت از پوست تاول زده
زمانی که تاول‌ها ظاهر می‌شوند، اهداف مراقبت کاهش درد یا ناراحتی، جلوگیری از دست دادن بیش از حد آب بدن، توسعهٔ بهبودی و پیشگیری از عفونت است. ممکن است پزشک یک مسکن خفیف برای جلوگیری از ناراحتی در هنگام تعویض باندپیچی (نوار زخم بندی)، تجویز کند. باندپیچی‌هایی که به پوست چسبیده‌اند را می‌توان با آغشته کردن آن‌ها در آب گرم برداشت. درحالی‌که شستشوی روزانه ممکن است شامل یک حمام با صابون‌های ملایم باشد، خیلی راحت‌تر خواهد بود که در مراحلی استحمام کنیم که نواحی کوچک در یک زمان تمیز شوند.
تاول‌ها می‌توانند خیلی بزرگ شوند و زمانی که می‌ترکند تولید یک زخم بزرگ کنند؛ بنابراین، یک پزشک متخصص احتمالاً دستورالعمل‌هایی تهیه خواهد کرد در رابطه با اینکه چگونه یک تبخال را در مراحل اولیه اش به‌طور ایمن بترکانیم درحالی‌که هنوز پوست سالم بالایی را برای پوشش ناحیهٔ قرمز شدهٔ نهفته (در زیر قرار گرفته) ترک نکرده‌است. یک روش این است که به تاول با یک پنبهٔ الکلی قبل از خارج شدن آن از کناره‌ها با یک سوزن استریل یا وسیلهٔ استریل دیگر دست بزنیم. سپس می‌توان مایع را به درون یک گاز استریل خالی کرد که برای دست زدن به تاول مورد استفاده قرار می‌گیرد. بعد از بازکردن و خالی کردن، ممکن است پزشک پیشنهاد کند که قبل از پوشاندن آن با یک باندپیچی استریل نچسب یک پماد آنتی‌بیوتیک به ناحیهٔ تاول استعمال شود. برای پیشگیری از تحریک (سوزش) پوست از نوار، یک باندپیچی (نوارپیچ) می‌تواند با یک نوار گاز که به دور آن بسته شده‌است، محکم (ایمن) شود. در موارد ضعیف تر از ای‌بی یا جاییکه نواحی برای پوشیده نگه داشتن مشکل هستند، پزشک ممکن است رها کردن یک تاول سوراخ شده را در حالت باز توصیه کند.
برای تخلیه تاول‌های بزرگتر (و یا با رشد سریعتر) می‌توان از یک قیچی استریل شده جهت برش تاول استفاده نمود و در کودکان می‌توان ترکاندن تاول را بعد از خواب او انجام داد.
ترکاندن تاول نباید با بازکردن کامل روی زخم باشد چراکه خود پوست تاول بهترین محافظ برای زخم آن می‌باشد (مخصوصا جهت جلوگیری از چسبندگی به لباس و جلوگیری از احتمال عفونی شدن پوست).
بازگذاشتن روی زخم ناشی از تاول پس از گرفتن ترشحات زیاد اولیه زخم (مثلاً با پانسمان meplex)همراه با جلوگیری از چسبیدن زخم به لباس می‌تواند سرعت بهبود زخم را افزایش دهد.
یک محیط مرطوب و معتدل بهبودی را توسعه می‌دهد، ولی تخلیهٔ سنگین از نواحی تاول ممکن است بیشتر پوست را آتشی کند، و یک باندپیچی جاذب یا اسفنجی ممکن است نیاز باشد. همچنین باندپیچی‌های لایه تماسی وجود دارند جاییکه یک لایهٔ غربال از طریق مایع تخلیه شده می‌تواند روی زخم عبور کند و توسط یک لایهٔ جاذب بیرونی پوشیده شود. پزشک یا دیگر متخصصان مراقبت از سلامت ممکن است گاز یا باندپیچی را توصیه کنند که با وازلین نفت، گلیسیرین، یا مواد مرطوب آغشته می‌شوند، یا ممکن است باندپیچی‌ها یا محصولات مراقبت از زخم وسیعتری (جامعتری) پیشنهاد کند. البته پماد اکتیول علایم بیماری را کاهش می‌دهد و باعث فروکش کردن بیماری در شخص می‌شود

### درمان عفونت
احتمالات عفونت پوستی می‌تواند توسط تغذیهٔ خوب، که مکانیسم‌های دفاعی بدن را می‌سازد و بهبودی را توسعه می‌دهد، و با مراقبت محتاطانه از پوست با دست‌های پاکیزه و استفاده از مواد استریل کاهش یابد. برای محافظت بیشتر، ممکن است پزشک پمادها و آغشتنی‌های آنتی‌بیوتیک توصیه کند.
حتی با وجود مراقبت خوب، ممکن است که عفونت گسترش یابد. نشانه‌های عفونت قرمزی و گرما پیرامون یک ناحیهٔ باز از پوست، چرک یا یک ترشح زرد رنگ، جرم گرفتگی شدید روی سطح زخم، خط قرمز یا لایه‌ای زیر پوست که به دور از ناحیهٔ تاول زده گسترده می‌شود، زخمی که التیام نمی‌یابد، و/یا تب یا لرز است. ممکن است پزشک راه حل آغشته کردن خاص یک پماد آنتی‌بیوتیک، یا یک آنتی‌بیوتیک دهانی برای کاهش رشد باکتری را تجویز کند. زخم‌هایی که بهبود نیافته‌اند ممکن است توسط یک پوشش زخم مخصوص یا پوستی که به لحاظ بیولوژیکی گسترش یافته درمان شوند.

### درمان مشکلات تغذیه‌ای
تاول‌هایی که در دهان و مری در بعضی از افراد مبتلا به ای‌بی‌شکل می‌گیرند احتمال دارد که سبب اشکال در جویدن و بلعیدن غذا و نوشیدنی‌ها باشند. اگر غذا (شیر) دادن با سینه یا بطری تاول‌هایی را نتیجه دهد، می‌توان کودک را با استفاده از یک پستانک بچه (یک پستانک نرم با سوراخ‌های بزرگ)، یک پستانک کام شکافته، یک قطره چکان چشم، یا یک سرنگ غذا داد. زمانی که کودک به اندازهٔ کافی بزرگ است که در غذا خوردن درگیر شود، افزودن مایع اضافه به غذای پوره شده (خیساندهٔ مالت آسیاب شده) بلعیدن آن را آسان‌تر می‌کند. لعابدارها (آبگوشت)، نوشیدنی‌های شیر، سیب زمینی‌های نرم شده، فرنی‌ها، و پودینگ‌ها را می‌توان به نوزادان نوباوه داد. در هر صورت، هرگز غذا نباید خیلی داغ سرو شود.
متخصصان تغذیه اعضای مهم تیم مراقبت از سلامت هستند که به افراد مبتلا به ای‌بی یاری می‌کنند. آن‌ها می‌توانند با اعضای خانواده و بیماران قدیمی برای تهیهٔ نسخه و تهیهٔ غذایی که مغذی و برای خوردن آسان است، کار کنند. برای مثال، آن‌ها می‌توانند غذاهای دارای کالری بالا و غذاهای محافظ پروتئین را تشخیص دهند و نوشیدنی‌هایی که به جایگزین‌سازی پروتئین از دست رفته در مایع تخلیه‌سازی تاول‌ها، کمک می‌کند. آن‌ها می‌توانند ویتامین و مکمل‌های تغذیه‌ای معدنی را که ممکن است نیاز باشد، را پیشنهاد کنند، و نشان دهند که چگونه این‌ها را درون غذا و نوشیدنی‌های نوزادان نوباوه با هم مخلوط کنیم. متخصصان تغذیه (رژیم غذایی) همچنین می‌توانند اصلاحاتی در رژیم برای پیشگیری از مشکلات معده‌ای – روده‌ای، از جمله یبوست، اسهال یا دفع دردناک، توصیه کنند.
رژیم غذایی سر شار از پروتئین (به خاطر دفع پروتئین همراه با مایعات داخل تاول)، آهن (به خاطر خونریزی از محل زخمها) ، آنتی‌اکسیدان (به خاطر جلوگیری از کاهش کلاژن در بدن)، روی یا زینک (به خاطر تأثیر مثبت برپوست)، ویتامین د۳(افزایش ایمنی)، ویتامین ث (به خاطر کمک در تولید کلاژن) و اومگا ۳، ید (زعفران) می‌تواند برای بیماران ای بی بسیار بسیار مفید باشد. به همین خاطر استفاده زیاد از گوشت (مخصوصا گوشت قرمز و ترجیحاً گوشت گوسفند)، مغزهای خوراکی (مخصوصا پسته، گردو، تخم کدو)، اشکنه استخوان، سبزیجات پررنگ تر (جعفری، اسفناج و …)، زعفران و میوه‌های غیر شیرین ویتامین ث دار (لیموترش) کاملاً توصیه می‌گردد.
بهداشت خوب دهان بسیار مهم می‌باشد. بهتر می‌باشد به دندان پزشکی مراجعه شود که تجربه کار کردن با ای‌بی را داشته باشد.

### درمان مربوط به جراحی
درمان مربوط به جراحی ممکن است در بعضی از اشکال ای‌بی ضرورت داشته باشد. افراد مبتلا به اشکال شدید ای‌بی اضمحلالی نهفتهٔ غیر جنسی که در آن‌ها مری به توسط اثر زخم تنگ (باریک) می‌شود، ممکن است نیازمند گشادی مری آن‌ها برای حرکت غذا از دهان به معده باشند. افراد دیگری که تغذیهٔ مناسبی را به دست نمی‌آورند ممکن است نیاز داشته باشند به یک لولهٔ تغذیه که انتقال غذا مستقیماً به معده را اجازه می‌دهد. همچنین، بیمارانی که انگشتان دست یا پاهایشان به هم چسبیده‌است ممکن است برای رهاسازی آن‌ها به جراحی نیاز داشته باشند.

### جلوگیری از تحلیل مفاصل
کار کردن با یک فیزیوتراپ یا کار درمانگر می‌تواند به فعال نگه داشتن حرکت مفاصل کمک کند.

### درمان‌های دیگر
درمان‌های دیگر ای‌بی که تحت بررسی می‌باشند شامل ژن درمانی و پروتئین درمانی می‌شوند. یکی از اولین نمونه ژن درمانی روی یک کودک متولد سوریه در سال ۲۰۱۵ در آلمان انجام شد. در این نوع درمان، چهار سانتی‌متر مربع از پوست بیمار در ناحیه‌ای که هنوز لایه بیرونی پوست برقرار بود، برداشته شد. پوست برداشته شده را سپس در معرض یک ویروس از قبل طراحی شده قرار دادند. این ویروس طوری طراحی شده‌است که وارد سلول‌های پوست می‌شود و ژنی را اصلاح می‌کند که مأمور چسباندن لایه‌های مختلف پوست است. در سه عمل جراحی روی این کودک ۸۰ درصد بدن وی با پوست جدید پوشانده شد. ۲۱ ماه بعد این پوست عادی است و هیچ نشانه‌ای از زخم و تاول ندارد.

### هزینه‌ها
هزینه این بیماران بسیار زیاد بوده و تأمین هزینه‌های آن از عهده خانواده‌ها خارج است. یک فرد مبتلا به بیماری ای بی در ماه حداقل ۳ میلیون تومان هزینه دارد. که در سال ۹۸ این هزینه حداقل ۴ برابر شده‌است (با فرض امکان تهیه پانسمانهای مخصوص مپلکس).
هزینه پانسمان هر بیمار پروانه ای روزی ۲۵۰ هزار تومان بوده و پمادهای درمانی این بیماران آرایشی محسوب می‌شود!
هزینه‌ها شامل: پانسمان (مثلاً انواع مپلکس)، جراحی‌ها (جراحی بازکردن انگشتان و مری)، ترمیم دندانها، آنتی‌بیوتیک‌ها، مکمل‌های خوراکی، پمادهای ترمیمی (مثلاً استراتادرم و استراتامد)، لباس مخصوص مانند لباسهای ابریشمی یا پنبه ای بدون آرم و بدون دوختهای اضافی و مجراها سایز فیت بدن (نه تنگ و نه گشاد)، کفش چرمی ارگونومیک باپنجه‌های بزرگ بدون تماس با ناخن‌ها و مجراها سایز فیت بدن (نه تنگ و نه گشاد)، هزینه‌های آماده‌سازی محیط زندگی (کف خانه بدون درز و بدون برجستگی و نرم ترجیحاً کف پوش نرم یا پارکت و دیوار خانه بدون تیزی و نرم ترجیحاً دیوار پوش نرم، مبلمان مخصوص با پایه‌های مخصوص، دمای کم محیط، اسباب بازی‌های با کیفیت و بدون تیزی لبه‌ها)

## پیشگیری
اپیدرمولیز بولوسا یک بیماری سخت، گاهگاهی دردناک، و اغلب بدنما است. اکثر افراد بزرگسال با علائم ای‌بی یا کسانی که می‌دانستند آن‌ها حامل ژن هستند به کم کردن نسل‌های آینده، شامل امکان نسل خود آنها، از این وضعیت تمایل خواهند داشت. با شناخت از جهش (دگرگونی)های ژن مخصوص که علت ای‌بی است، هم اینک امکان دارد که جهش ژن مخصوص را در خانواده تعیین کنیم و سپس تست‌های پیش از تولد روی زن باردار را با یک جنین در خطر ای‌بی برای تعیین وضعیت جنین، هدایت کنیم. همچنین، یک مشاور ژنتیکی می‌تواند اطلاعاتی در رابطه با احتمال گذر ژن برای ای‌بی به کودکان عرضه کند و مشاوره‌هایی در رابطه با بارداری (بچه داری) آینده عرضه کند. مشاورهٔ ژنتیکی می‌تواند یک گام مهم در کمک به خانواده‌ها در رابطه با تصمیم‌گیری در رابطه با برنامه‌ریزی خانوادهٔ آن‌ها باشد.
برای افرادی که قصد بچه‌دار شدن دارند و سابقه ای‌بی در خانواده‌شان وجود دارد، رایزنی ژنتیکی با پزشک توصیه می‌شود. در حین بارداری تست‌هایی برای تشخیص جنین وجود دارد که می‌توان در ۸ تا ۱۰ هفتگی بارداری هم انجام شود. بسیاری از افراد مبتلا به ای‌بی ناشی از ازدواج فامیلی والدین می‌باشد. برای پیشگیری از ازدواج فامیلی پرهیز کنید.
بیماران مبتلا به ای‌بی که از استروید برای مدتی طولانی‌تر از یک ماه استفاده می‌کنند، ممکن است به کلسیم و ویتامین D کمکی نیاز داشته باشند تا از پوکی استخوان جلوگیری شود.
درمان بیماری پروانه‌ای توسط محققان آلمانی از طریق پیوند پوست تحقق یافت.
بر اساس گزارش telegraph، محققان در طی این مطالعه، یک پسر هفت ساله مبتلا به بیماری پروانه‌ای را به وسیلهٔ پیوند پوست درمان کردند.
برای این کار، با اصلاح ژنتیکی پوست جدید از روی سلول‌های بنیادی و در محیط آزمایشگاهی، پوست جدیدی ساخته و به بیمار پیوند داده شد.
طبق این گزارش، این در حالی است که بعد از گذشت دو سال از عمل پیوند پوست، کودک هفت ساله در سلامت کامل به سر می‌برد و به مدرسه می‌رود.
بیماری پروانه‌ای نوعی بیماری نادر پوستی با نام علمی epidermolysis bullosa است که به دلیل جهش رخ داده در ژن مسئول بازسازی پوست به‌وجود می‌آید.
کودکی که با این شیوه مورد درمان قرار گرفت در سال ۲۰۱۵ میلادی در حالی که به دلیل ابتلا به بیماری سپتیسمی بیش از ۶۰ درصد پوست خود را از دست داده بود در بیمارستان بستری شد و در نهایت با انجام عمل پیوند در حال حاضر به زندگی عادی خود بازگشته است و فوتبال هم بازی می‌کند.

## سازمان‌های مردم نهاد
درحال حاضر در ایران مؤسسه مردم نهاد خانه ای‌بی یا کودکان پروانه ای  مسئول حمایت از بیماران پروانه ای می‌باشد.